# Teatro Palacio Valdés
El Teatro Palacio Valdés és un teatre situat en el carrer d'Armando Palacio Valdés, número 3, d'Avilés, (Astúries), obra de l'arquitecte Manuel del Busto (1874-1948). El teatre té forma de ferradura. Fou col·locada la primera pedra el 5 d'agost de 1900 però no es va inaugurar fins al 1920. El teatre, dedicat al novel·lista asturià Armando Palacio Valdés, ha ofert teatre i cinema fins al 1972. Va romandre 20 anys tancat fins que va passar a ser de titularitat municipal. El 1992 va ser reinaugurat.